# Ma Barker
Kate Barker (rodným jménem Arizona Donnie Clark; 8. října 1873, Ash Grove, Missouri – 16. ledna 1935, Ocklawaha, Florida), známější pod pseudonymem Ma Barker (máma Barkerová) a řidčeji i Arizona/Arrie Barker, byla legendární americká kriminálnice a matka gangsterů Freda a Arthura Bakera. Je často mylně považována za vůdkyni barkersko-karpiského gangu, i když měla na vývoj gangu velký vliv.
Je známá jakožto hlavní postava písně „Ma Baker“ německé skupiny Boney M.